# Diawala
Diawala  est une ville et sous-préfecture du nord de la Côte d'Ivoire, dans le département de Ferkessédougou,, proche de la frontière avec le Burkina Faso. Cette ville est située à 135 km au nord de la ville de Korhogo. Diawala est un passage obligé pour atteindre le Mali car cette ville, chef-lieu de sous-préfecture, est située sur la route internationale reliant la Côte d'Ivoire à la république du Mali. La ville est un carrefour ou plusieurs peuples de la sous-région se rencontrent et vivent en parfaite harmonie. On y trouve des Burkinabés, en particulier les Mossis, des Malinkés venus du Mali, des Ghanéens, les Nigérians et des Nigériens.
La ville dispose de plusieurs infrastructures socio-économiques.
Sur le plan de l'éducation, 
elle dispose d'une dizaine d'écoles primaires environ et de 3 écoles secondaires.
La présence d'un centre de formation professionnelle est vivement souhaitée par les populations.
Sur le plan sanitaire, elle dispose d'un grand centre de santé qui nécessite une forte amélioration de son plateau technique.
Sur le plan de la sécurité, 
elle dispose d'une brigade de gendarmerie.
La présence d'un commissariat de police est vivement souhaitée.
Sur le plan économique, la ville dispose d'énormes potentialités agricoles.
L'implantation d'une usine d'égrenage du coton serait la bienvenue.

## Administration
| Date d'élection   | Identité                       | Parti       | Qualité         | Statut |
| ----------------- | ------------------------------ | ----------- | --------------- | ------ |
| 1985 - 1995       | Ouattara Daouda                | PDCI-RDA    | Homme politique | élu    |
| 1995 - 1996       | Ouattara Ardjata               | PDCI-RDA    | Homme politique | élu    |
| 1996 - 2000       | Ouattara Tiékoura Yaya Georges | PDCI-RDA    | Homme politique | élu    |
| 2000 - 2001       | Ouattara Daouda                | PDCI-RDA    | Homme politique | élu    |
| 2001 - 2013       | Ouattara Adama                 | RDR         | Homme politique | élu    |
| 2013-2018         | Sanogo Lamine                  | indépendant | homme politique | élu    |
| 2018- Aujourd'hui | Ouattara Mamadou               | RHDP        | homme politique | élu    |

## Personnalités liées à la région
- Guillaume Soro est un homme politique élu. Il est né à Kofiplé, dans la sous-préfecture de Diawala.
- Adama Diawara actuel ministre de l'enseignement supérieur et de la recherche scientifique.